# La Ciénaga (Venezuela)
Pour les articles homonymes, voir Ciénaga.
La Ciénaga est la capitale de la paroisse civile de La Ciénaga de la municipalité de Zamora de l'État de Falcón au Venezuela. Elle est située à cheval sur les deux paroisses civiles de La Ciénaga et de La Soledad.